# Giovanni Gaetano Orsini (1285-1335)
Giovanni Gaetano Orsini est un cardinal italien né vers 1295 à Rome, capitale des États pontificaux, et décédé le 27 août 1335 à Avignon.
Il est un neveu du pape Nicolas III et un cousin germain du cardinal Napoleone Orsini (1288). Il est aussi de la famille des papes Célestin III (1191-1198) et Benoît XIII (1724-1730) et des cardinaux Matteo Orsini (1262), Latino Malabranca Orsini, O.P. (1278), Giordano Orsini (1278), Francesco Napoleone Orsini (1295), Matteo Orsini (1327), Rinaldo Orsini (1350), Giacomo Orsini (1371), Poncello Orsini (1378), Tommaso Orsini (1382/85), Giordano Orsini, iuniore (1405), Latino Orsini (1448), Cosma Orsini, O.S.B. (1480), Giovanni Battista Orsini (1483), Franciotto Orsini (1517), Flavio Orsini (1565), Alessandro Orsini (1615), Virginio Orsini, O.S.Io.Hieros. (1641) et  Domenico Orsini d'Aragona (1743).

## Biographie
Giovanni Gaetano Orsini étudie les lettres à l'université de Padoue. Il est chanoine à Reims et archidiacre de Bibiesca à Burgos. Il est aussi protonotaire apostolique.
Orsini est créé cardinal par le pape Jean XXII lors du consistoire du 17 décembre 1316. Le cardinal Orsini est légat a latere en Italie en 1326-1334. Il a la mission de pacifier l'Italie, mais ne connaît pas de succès dans cette mission.
Il participe au conclave de 1334, lors duquel Benoît XII est élu pape.